# Merino
El merino era un oficial público, un cargo político-administrativo, y posteriormente también judicial, designado por el rey y presente en el gobierno interno de las Coronas de Castilla y de Aragón y de los reinos de Navarra y de Portugal durante las edades Media y Moderna. Existía también, al menos en Navarra, la figura del sozmerino como, según describe Yanguas y Miranda, «teniente del merino». En el reino de Castilla, desde el reinado de Alfonso VIII, se crea la figura del «Merino del Rey» o «Merino Mayor de Castilla» con autoridad sobre todo el territorio del reino y sobre los diferentes merinos de cada demarcación; otra tanto habrá en el reino de León («Merino Mayor de León») y en Galicia («Merino Mayor de Galicia»); por último, se nombran también merinos mayores también en Murcia y Andalucía así como en Asturias, Álava y Guipúzcoa. En Aragón también se conoce pronto la figura del merino aunque su papel varía rápidamente cediendo el paso, y la relevancia, a otros cargos como el «baile» o los «sobrejunteros», prevaleciendo las «sobrecollidas» como división administrativa.

## Contexto histórico
Especialmente a partir de los siglos X-XI, «los "maiorinus", en romance, "merinos", suceden a los "villici" o "mayordomos" de los latifundios señoriales visigodos encargados de la recaudación en el campo de las rentas y tributos». Además de competencias administrativas y fiscales en los dominios reales (los condes, etc. ejercían tales competencias en sus dominios señoriales), detentaban funciones judiciales y, en caso de necesitarse, competía a los merinos la movilización de hombres armados en su circunscripción para incorporarlos al ejército real.

### Corona de Castilla
Según las Siete Partidas, «es nome antiguo de España, que quiere tanto dezir como ome que ha la mayoría para facer justicia sobre algún logar señalado...». El merino era la figura encargada de resolver conflictos en sus territorios, cumpliendo funciones que en la actualidad son asignadas a los jueces. Además administraba el patrimonio real y tenía alguna función militar. Se encargaba de las cosechas, arrendamientos del suelo y caloñas (multas que se imponían por ciertos delitos o faltas).
Los merinos podían ser nombrados directamente por el rey (merino mayor, con amplia jurisdicción en su territorio), o por otro merino (merino menor, con jurisdicción limitada a territorios más pequeños). El poeta y clérigo riojano Gonzalo de Berceo no les tenía simpatía, quizá a causa de sus desafueros o corrupción, y así escribió: "Por ende subió al cielo, donde no entra merino". Los merinos mayores eran reclutados entre la alta nobleza.
El nombramiento de merinos mayores fue muy habitual entre los diferentes reyes castellanos a partir del siglo XIV. En el Ordenamiento de Alcalá (1348) se recogen disposiciones que aclaran las clases y atribuciones de los merinos en Castilla. Este cargo también se conoce con el nombre de adelantado mayor, usándose más corrientemente el de merino mayor para los territorios del norte (Castilla, León y Galicia), mientras que en los del sur (Andalucía y Murcia) se empleaba el de adelantado. Desde el reinado de Enrique II de Castilla, los territorios con personalidad histórica propia fueron desgajados de los adelantamientos en los que estaban incluidos para pasar a ser gestionados por merinos mayores como fue el caso de Asturias, Álava y Guipúzcoa.

Sobrecollidas del Reino de Aragón
Alcañiz
Barbastro
Calatayúd
Jaca
Daroca
Aínsa
Montalbán
Ribagorza
Tarazona
Teruel
Huesca
Zaragoza

| Alcañiz Barbastro Calatayúd Jaca Daroca Aínsa | Montalbán Ribagorza Tarazona Teruel Huesca Zaragoza |

### Corona de Aragón
La figura del merino se encuentra en los textos jurídicos aragoneses tempranamente. En el Fuero de Jaca se dice:

Y que mi merino no reciba caloña de ningún hombre de Jaca, a no ser con aprobación de seis de los mejores vecinos de Jaca
Si algún hombre fuese cogido prisionero por el haber que debiese, el que quiera coger a tal hombre que lo capture mi merino; y lo pondrá en mi palacio, y mi carcelero lo conservará; y pasados tres días, el que lo cogió debe darle diariamente una oblada de pan; y si no quisiere hacerlo, mi carcelero lo echará fuera.
Fuero de Jaca, párrafos 18 y 23

El investigador Antonio Ubieto Arteta trazaba una división administrativa para el Aragón del siglo XI donde predominan los «tenentes» bajo cuya autoridad habrían estado, inicialmente, los merinos con la función de administrar los bienes reales en las poblaciones del reino aragonés, pudiendo haber existido tantos merinos como poblaciones requirían su presencia. Ya durante el reinado de Alfonso I de Aragón y de Pamplona se reorganizan los merinos actuando en una cabecera de comarca y apareciendo merinos en Jaca, Huesca, Zaragoza, Ejea, Sobrarbe, Ribagorza, Calatayud-Daroca y Barbastro. Actuaban al servicio del rey o de los tenentes en tanto que eran delegados de la autoridad regia.
Durante la Baja Edad Media se funcionan con cinco merindades (o merinados) con cabeceras en Zaragoza, Tarazona, Huesca, Jaca y Ejea; ocasionalmente figuraron Barbastro y Daroca, aunque con anterioridad a dicha época ya está registrada la función de los merinos como oficiales reales. Fundamentalmente se hicieron con fines fiscales pero a partir del siglo XIV tuvieron algunas atribuciones más.

### Reino de Navarra

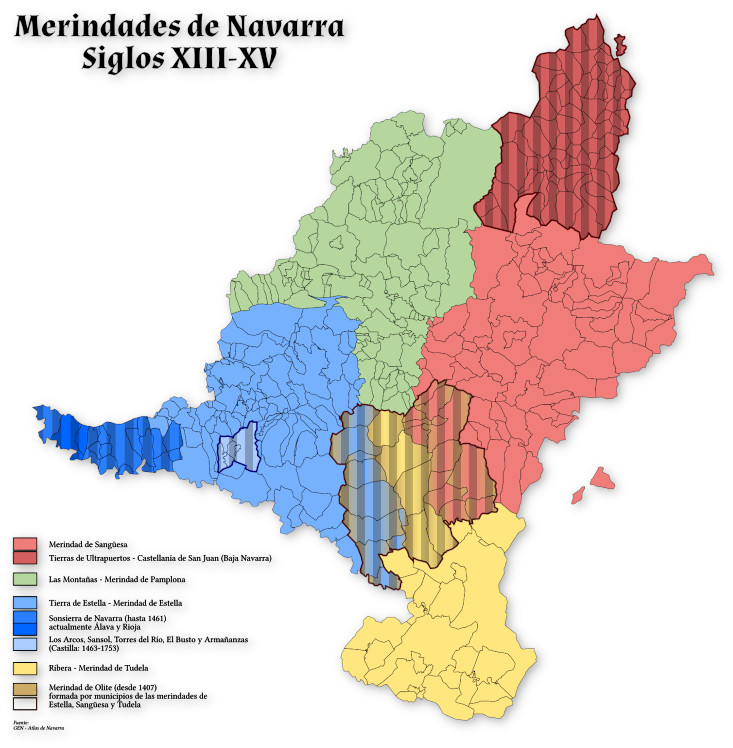
Evolución del mapa de Navarra entre los siglos XIII-XV. Se observará que dentro de Ultrapuertos se incluye a Escos, bajo administración navarra, y se excluye a Sames, por entonces perteneciente al ducado de Dax.

En los siglos iniciales del Medievo navarro, en especial desde la segunda mitad del siglo XI, el cargo de merino (o «baile») conllevaba tareas más personales encomendadas por el rey ejecutando castigos, cobrando multas, confiscando bienes, etc. Actuaban como representantes reales, oficiales subalternos, defendiendo sus derechos. Su acción, en ocasiones excesiva y altamente agresiva, los hizo impopulares entre la población y, en ocasiones, concesiones forales a distintos lugares fue prohibir en ellos la presencia de los merinos.
Desde el siglo XIII se transforma el cargo y se denomina merino «al funcionario real que ejercía estas amplias funciones fiscales y policiales en una extensa circunscripción, que recibirá precisamente el nombre de merinia o merindad» según recoge la Gran enciclopedia de Navarra.
Para finales de este mismo siglo el reino está dividido en cuatro merindades: Montaña (o Pamplona), Sangüesa, Tierras de Estella y Ribera (o Tudela); en 1407 se crea la quinta en Olite con localidades segregadas de las tres últimas.  El castellano de San Juan de Pie de Puerto oficiaba de cabecera de su territorio que estaba adscrito a la Merindad de Sangüesa; sin embargo, a finales del siglo XV (y aún en la actualidad) llega a ser referida más expresamente como una merindad más aunque formalmente no lo fuera.
La importancia, e imagen, del cargo crece y adquiere una dimensión social y territorial más amplia, por lo que el cargo recae sobre un notable del reino, miembro de la nobleza media-alta, de origen francés durante la etapa de unión dinástica con el trono capeto de Francia (1276-1328), de origen navarro en los siglos siguientes.
Por exigencias de orden público durante el siglo XIV el merino delega sus tareas recaudadoras en la merindad sobre otros funcionarios públicos (sozmerinos, almirantes y bailes) para centrarse en las obligaciones de defensa de las fronteras ante las continuas amenazas exteriores, castigando a malhechores en los caminos y despoblados (el orden público de los lugares poblados competían a sus autoridades locales propias). También era tarea suya la protección y cuidado del desarrollo normal de encuentros públicos autorizados (ferias, romerías, sesiones de Cortes), etc.